# Древноеврейски език
Древноеврейският език, също библейски иврит (на иврит: עִבְרִית מִקְרָאִית) или класически иврит (на иврит: עִבְרִית קְלָסִית) е архаичната форма на иврит, ханаански, семитски език, който се говори в областта известна като Ханаан, приблизително на запад от река Йордан и на изток от Средиземно море.
През I хилядолетие пр. Хр. е както говорим така и писмен, като постепенно излиза от употреба. Основните писмени паметници на/за древноеврейския език са еврейското „Свето Писание“ (Танах, Стар завет), а небиблейските източници са немногобройни епиграфски текстове и фрагменти от такива от книга премъдрост на Иисуса, син Сирахов.
Съмременният иврит е форма на древноеврейския език.

## Граматика, лексика и писане
- Азбука на библейския иврит
- Основна граматика на библейски иврит (увод)
- Таблица – граматика на иврит